# Enrico Rampini
Enrico Rampini (Sant’Alosio, 1390 - Roma, 4 de julio de 1450) fue un eclesiástico italiano. 

## Biografía
Segundogénito de los cinco hijos de Francesco Rampini, señor de Sant’Alosio y feudatario de los Visconti del Ducado de Milán, en 1413 Juan XXIII le nombró obispo de Tortona en el contexto del Cisma de Occidente en el que tres papas se disputaban la legitimidad pontificia.  No participó en el concilio de Constanza ni en el de Basilea, pero maniobró para que las disposiciones conciliares se aplicaran en su diócesis de Tortona.
En 1435 fue trasladado a la diócesis de Pavía, en 1442 nombrado nuncio y legado en Milán, por aquel entonces bajo el gobierno de Filippo Maria Visconti, y en 1443 fue promovido a arzobispo de Milán.
Eugenio IV le creó cardenal en el consistorio de diciembre de 1446 con título de San Clemente, en cuya dignidad asistió al cónclave de 1447 en que fue elegido papa Nicolás V.
Muerto en Roma en 1450 a los sesenta años de edad, fue sepultado en la Basílica de San Clemente de Letrán.